# Santana (Cariacica)
Santana é um bairro localizado na região 2 do município de Cariacica, Espírito Santo, Brasil.